# Óváry Zoltán (orvos)

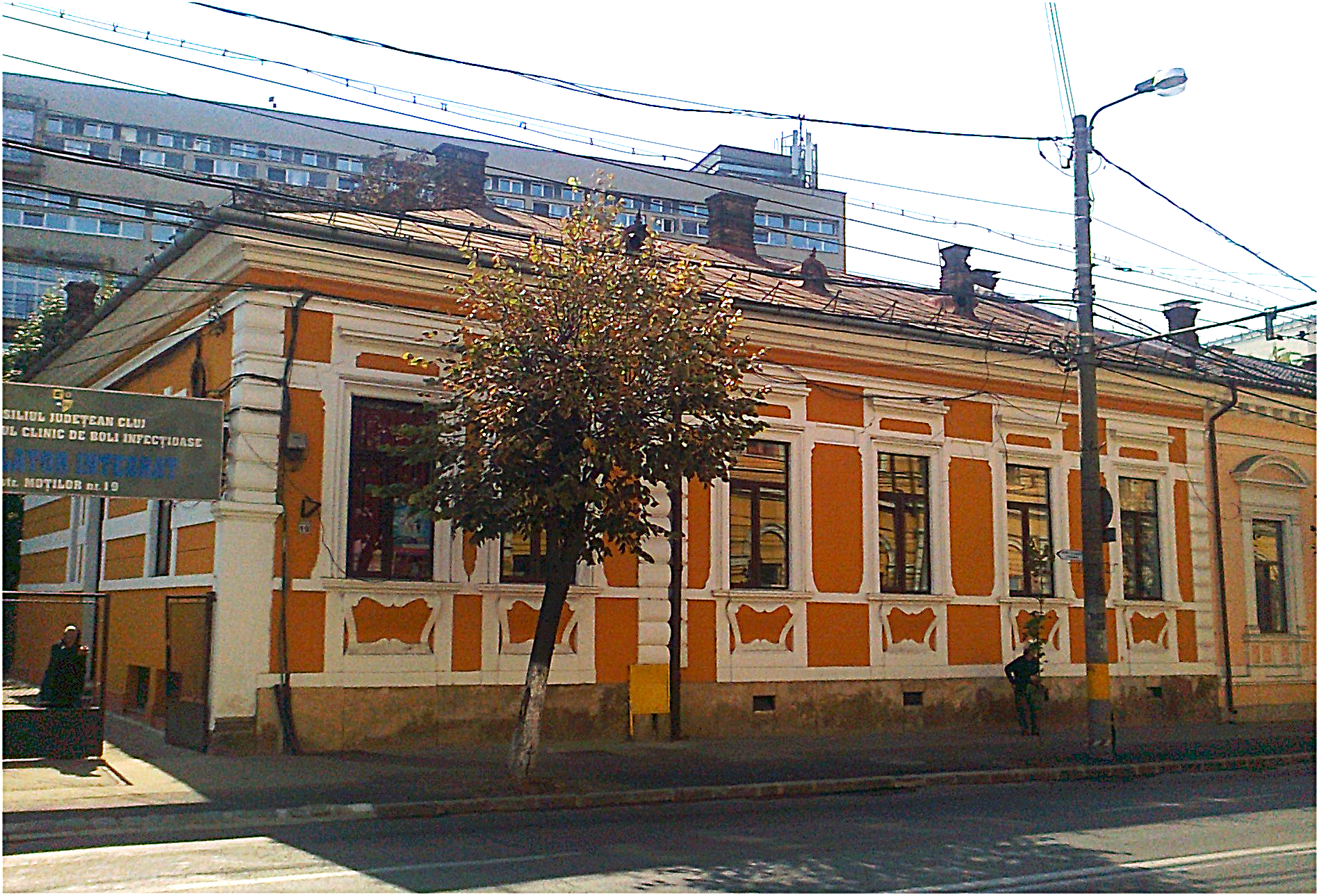
A híres Óvári-ház ma

Óváry Zoltán  (Kolozsvár, 1907. április 13. – New York, 2005. június 12.) amerikai magyar orvos, immunológus, allergológus, Óvári Elemér fia, Óvári Kelemen és Purjesz Zsigmond unokája.

## Életpályája
Családneve eredetileg Óvári, néha Óváry Purjesz alakban is használják. Híres kolozsvári családból származik. Apja, Óvári Elemér, ügyvéd, apai nagyapja, Óvári Kelemen, jogász, egyetemi tanár, dékán, rektor. Anyai nagyapja Purjesz Zsigmond híres orvos, egyetemi tanár Kolozsváron. Anyja, Purjesz Olga (1881-1944), valóságos irodalmi-művészeti szalont működtetett Monostori úti házukban, ahol nagyon sokan megfordultak, mint például: Ady Endre, Bartók Béla, Dohnányi Ernő, Kodály Zoltán, Móricz Zsigmond, Kuncz Aladár, Hunyady Sándor, Wass Albert, Pablo Casals, de tudósok is, mint  Fejér Lipót, Haar Alfréd. A „vendégcsalád” állandó tagja volt Szilvássy Karola, Óváry Zoltán keresztanyja. 1944. október 11-én, amikor a szovjet csapatok elfoglalták Kolozsvárt, Óváry Zoltán anyját, apját, rokonait és a vendégeket máig tisztázatlan körülmények között  ismeretlenek lemészárolták Monostori úti lakásukban.

Az érettségi után 1924-ben Óváry Zoltán úgy döntött, hogy a párizsi egyetem orvosi karára iratkozik be, amelyet 1935-ben el is végzett. Dolgozott a párizsi Pasteur Intézetben, a római egyetemen, majd 47 évig, haláláig a New York-i Egyetemen. Nemcsak orvos és egyetemi tanár volt, hanem elismert kutató is.
Nemzetközileg elismert eredményei közé tartozik a passzív bőranafilaxis reakció (Passive Cutaneous Anaphylaxis), amely áttörést jelentett az allergia elleni kutatásban.
Több egyetem díszdoktorává választották. 1984-től minden évben megrendezik tiszteletére az Óvári Zoltán Szimpóziumot. Magyarországi kitüntetést csak a kommunista rendszer bukása után fogadott el.
A Sapientia Erdélyi Magyar Tudományegyetemet, megalakulásakor jelentős adománnyal támogatta. A kolozsvári Bocskai-házban, ahol az egyetem rektori hivatala is székel, előadóterem viseli a nevét.
Tudományos munkássága mellett járatos volt az irodalomban, zenében és általában a művészetekben. Széles tudását nagylelkűen osztotta meg diákjaival, barátaival, ismerőseivel. Olyan műpártolókat tudhatott barátjának  mint Cerruti nagykövet felesége (született Paulay Erzsébet), Pallavicini hercegnő és Alice Tully opera-énekesnő.
Nagy sikerű könyvben írta meg emlékeit a régi és új világról (Souvenirs: Around the World in Ninety Years, India Ink Press New York, 1999), amelyet a Kriterion kiadó magyarul is kiadott Emlékeimből. Kilencven év a Föld körül címmel 2004-ben.
98 éves korában halt meg New Yorkban. Hamvait 2005. július 22-én helyezték örök nyugalomra húga mellé az olaszországi Formiában.